# Thiophosphoryltrichlorid
Thiophosphoryltrichlorid ist eine anorganische chemische Verbindung aus der Gruppe der Phosphorhalogenide und Schwefelverbindungen.

## Gewinnung und Darstellung
Thiophosphoryltrichlorid kann durch verschiedene Reaktionen aus Phosphortrichlorid dargestellt werden. Die häufigste praktische Synthese, welche bei der industriellen Herstellung verwendet wird, ist die Reaktion von Phosphortrichlorid mit überschüssigem Schwefel bei 180 °C.
{\displaystyle \mathrm {PCl_{3}+S\rightarrow PSCl_{3}} }
Alternativ ist die Herstellung durch Reaktion von Phosphorpentasulfid und Phosphorpentachlorid mit einer Ausbeute von etwa 70 % möglich.
{\displaystyle \mathrm {3\ PCl_{5}+P_{2}S_{5}\rightarrow 5\ PSCl_{3}} }

## Eigenschaften
Thiophosphoryltrichlorid ist eine flüchtige, farblose Flüssigkeit mit stechendem Geruch. Sie ist chemisch instabil bei erhöhter Temperatur und hydrolysiert in Wasser langsam unter Bildung von Orthophosphorsäure, Salzsäure und Schwefelwasserstoff. Die Verbindung ist unter anderem gut löslich in Benzol, Tetrachlorkohlenstoff, Schwefelkohlenstoff und Chloroform.

## Verwendung
Thiophosphoryltrichlorid wird zur Herstellung von organischen Thiophosphorverbindungen (wie Insektiziden z. B. Parathion) und Thioamiden verwendet.
{\displaystyle \mathrm {PSCl_{3}+2\ C_{2}H_{5}OH\rightarrow (C_{2}H_{5}O)_{2}PSCl+2\ HCl} }
{\displaystyle \mathrm {(C_{2}H_{5}O)_{2}PSCl+NaOC_{6}H_{4}NO_{2}\rightarrow } }{\displaystyle \mathrm {(C_{2}H_{5}O)_{2}PSOC_{6}H_{4}NO_{2}+NaCl} }

## Sicherheitshinweise
Die bei der Hydrolyse von Thiophosphoryltrichlorid (siehe oben) entstehenden Gase können sich bei Erwärmung an Luft entzünden oder explodieren.